# 시린 귀를 감싸며
시린 귀를 감싸며(Please Stay With Me)는 한국에서 제작된 문제용 감독의 2004년 드라마, 멜로/로맨스 영화이다. 최은지 등이 주연으로 출연하였다.

## 출연

### 주연
- 최은지
- 김영진
- 박혁권

## 제작진
- 조명: 김기문
- 녹음: 서원태
- 녹음: 조방현
- 미술: 정자영